# Gediminas Bagdonas
Gediminas Bagdonas (nascido em 26 de dezembro de 1985) é um ciclista profissional lituano que competiu no ciclismo nos Jogos Olímpicos de Verão de 2012, representando a Lituânia.